# 崙坪
崙坪，是臺灣桃園市觀音區的一個傳統地域名稱，位於該區東南部。相較於今日行政區，其範圍大致與崙坪里相近。

## 歷史
台灣清治末期至日治初期，崙坪地區為一街庄，稱為「崙坪庄」，隸屬於竹北二堡。該庄西北與下大堀庄、新坡庄為鄰，東北及東與大崙庄為鄰，東南邊為過嶺庄，南邊及西南邊為上大堀庄。
1901年（日治明治三十四年）11月，全台廢縣廳改設二十廳，該庄隸屬於桃仔園廳大崙區。1903年（明治三十六年），改名桃園廳。1909年（明治四十二年）10月，合併二十廳為十二廳，該庄隸屬不變。1920年（大正九年），廢十二廳改設五州二廳，該庄改制為「崙坪」大字，隸屬於新竹州中壢郡觀音庄。

1915年桃園廳行政區劃（不含蕃地）

戰後觀音庄改制為觀音鄉，隸屬於新竹縣，大字亦改制為村。1950年桃、竹、苗分治，觀音鄉改隸屬於桃園縣。2014年12月，桃園縣升格為直轄桃園市，觀音鄉改制為觀音區，村亦改制為里。

## 聚落
本地區發展較早的聚落為崙坪，在日治期初期的官方地圖上已有記載。此外，本地區尚有上羅厝、陳厝、頂大崛、大崛、頂大同、草埤、旱埤、忠愛莊等聚落。

## 交通
市道112號（忠愛路三段～一段）是觀音至大溪崎頂的道路，大致以西北—東南走向經過本地區中部偏東北。由該道路向西北可前往新坡、坡寮、觀音、潭尾並止於省道台15線路口，向東南可前往中壢、八德、大溪崎頂並止於省道台3線路口。
區道桃85線（忠愛路愛一巷、忠富路崙坪段）是忠愛莊至富源的道路，也是本地區東南部的主要橫向道路，其東北側端點位於本地區東南部邊界地帶忠愛莊的市道112號路口。由此向南南東轉西再轉西南出邊界後，可前往上大堀、苦練腳地區中南部並止於區道桃83線路口。
區道桃35-1線（福山路一段）是草漯至崙坪的道路，其南側端點位於本地區東南部邊界地帶忠愛莊的市道112號路口。由此向北北西沿邊界地帶而行，出邊界後可前往山子頂、草漯並止於區道桃35線路口。

## 學校
- 崙坪國小

## 產業
- 崙坪工業區